# Антонюв (гміна Миканув)
Антонюв (пол. Antoniów) — село в Польщі, у гміні Миканув Ченстоховського повіту Сілезького воєводства.
У 1975-1998 роках село належало до Ченстоховського воєводства.